# Microbalance à quartz
Pour les articles homonymes, voir balance et QCM.
Une microbalance à quartz est un cas particulier de microbalance piézoélectrique dans lequel le matériau piézoélectrique utilisé est le quartz. Elle est classiquement réalisée en déposant deux électrodes conductrices de part et d'autre d'un substrat piézoélectrique.
Le principe de base de la microbalance est la perturbation des conditions aux limites d'un résonateur : dans le cas de la microbalance à quartz, il s'agit de l'épaisseur effective du substrat dans laquelle est confinée l'onde acoustique. En déposant un matériau (polymère, protéines, métal) sur une microbalance, l'épaisseur vue par l'onde acoustique est augmentée de l'épaisseur de cette couche et la fréquence de résonance du dispositif est décalée puisque Δf/f=Δh/h avec f la fréquence de résonance du dispositif et h l'épaisseur de confinement de l'onde. Dans la théorie la plus grossière proposée initialement par Sauerbrey, la couche additionnelle est supposée avoir les mêmes propriétés mécaniques que le substrat. De nombreux modèles ont depuis été développés pour tenir compte de la différence d'impédance acoustique du multicouches, de la viscosité ou la rugosité du substrat.
La sensibilité de la microbalance et sa capacité à mesurer des masses de quelques ng/cm2 vient d'une part des très faibles pertes acoustiques dans le quartz qui confèrent au dispositif un facteur de qualité élevé (quelques dizaines de milliers dans l'air, quelques milliers en phase liquide), et d'autre part de notre capacité à mesurer avec une très grande précision la fréquence d'oscillation d'un tel dispositif (la fréquence est la quantité physique qui se mesure avec la plus grande précision). Bien que le principe de perturber un résonateur de facteur de qualité élevé pour en faire un capteur sensible se généralise à un grand nombre de dispositifs, le choix du substrat piézoélectrique confère au système global une taille réduite et un signal électrique facile à générer et traiter.
Le modèle électrique (dit de Butterworth-Van Dyke) équivalent comprend une branche RLC (résistance-inductance-condensateur) dite acoustique dont les composants électriques se voient affectés des valeurs issues d'analogies entre les quantités mécaniques (pertes, masse, raideur respectivement) et électriques, et une branche électrique parallèle dont la valeur du condensateur est directement égale à la capacité formée des deux électrodes déposées de part et d'autre du substrat piézoélectrique. Cette analogie électrique permet d'intéger le capteur dans des modèles électriques complets d'oscillateurs et de remonter aux grandeurs physiques pertinentes (masse et viscosité de la couche adsorbée sur le capteur) en fonction des grandeurs mesurées (fréquence de résonance et facteur de qualité).
La capacité d'un capteur à détecter une très petite quantité de masse adsorbée est d'une part liée à la variation de la grandeur mesurée sous l'effet de la perturbation de la masse à mesurer, et d'autre part à sa stabilité, et plus
généralement le rapport signal à bruit de la mesure. Le quartz est un substrat de choix du fait de son très faible coefficient de dérive thermique lorsque la coupe AT est sélectionnée. La géométrie de la microbalance -- un disque dans lequel l'onde est confinée en volume, loin des points d'attache du résonateur ou des joints confinant le liquide au-dessus de la surface sensible -- lui permet d'efficacement confiner l'énergie et de garder un facteur de qualité élevé dans pratiquement toutes les conditions. Malgré ces avantages, la microbalance reste sensible à un stress dans les joints lors de son assemblage ou à la pression hydrostatique du liquide lorsqu'une grande précision (stabilité en fréquence inférieure à la dizaine de Hz) est recherchée. Lorsque la configuration de l'oscillateur le permet (Colpitts ou NIC -- Negative Impedance Converter -- par exemple), prendre soin de connecter l'électrode en contact avec le liquide à la masse, et le point chaud à la face opposée afin de s'affranchir des perturbations associées aux variations de permittivité ou de conductivité des liquides en présence. 

## Mesure de la pollution
L'une des applications des microbalances à quartz est la mesure en continu des concentrations des particules en suspension suivantes dans l'air : PM 10, PM 2,5 et PM 1.
Son principe est celui d'une balance utilisant une tige de quartz au sommet de laquelle se trouve une petite cellule où se déposent les particules en suspension dans l'air ; lorsque la cellule est vide, le système oscille selon une fréquence propre mesurable. Après avoir recueilli, dans la cellule, les particules déposées sur un filtre, la masse du système augmente et provoque donc une légère décroissance de la fréquence naturelle d'oscillation. Des mesures très précises permettent ainsi de déterminer la masse des particules recueillies pendant un certain temps, et connaissant le débit de prélèvement de l'air, d'accéder à la concentration en particules en suspension ; ce système a l'avantage de pouvoir se répéter rapidement et de pouvoir accéder ainsi à ce que l'on appelle des déterminations en continu, soit concrètement, d'exprimer au plus fin, des "valeurs 1/4 horaire".
Cet analyseur est fréquemment utilisé en station par les AASQA ; la référence pour les mesures de particules en suspension restant cependant la méthode gravimétrique.

## Pour approfondir